# Guido Gonella
Pour les articles homonymes, voir Gonella.
Guido Gonella, né le 18 septembre 1905 à Vérone et mort le 19 août 1982  à Nettuno, est un homme politique italien, membre de la Démocratie chrétienne (DC).

## Biographie
Titulaire d'une laurea de philosophie, il a enseigné la philosophie du droit à l'université de Bari et à l'université de Pavie.
Avant et pendant la Seconde Guerre mondiale, il travaille auprès d'importantes personnalités du monde catholique, comme Alcide De Gasperi, avec qui il cosigne Le idee ricostruttive della Democrazia Cristiana, manifeste programmatique de la Démocratie chrétienne, alors clandestine, en 1943.
Il est élu député à l'Assemblée constituante en juin 1946, puis nommé ministre de l'Instruction publique le 13 juillet suivant. Entré à la Chambre des députés en avril 1948, il quitte son ministère environ trois ans plus tard, le 26 juillet 1951.
Le 16 avril 1950, il devient secrétaire politique de la DC, puis il est choisi comme ministre des Grâces et de la Justice le 16 juillet 1953. Il abandonne ce poste dès le 17 août suivant, puis la direction du parti le 28 septembre suivant.
Il est rappelé au ministère de la Justice le 1er juillet 1957 et y reste jusqu'au 21 février 1962. Occupant cette fonction à deux autres reprises, entre le 24 juin et le 12 décembre 1968, puis du 17 février 1972 au 7 juillet 1973, il est élu au Sénat de la République en juin 1976, où il siège jusqu'à sa mort.
Au mois de juin 1978, après la démission de Giovanni Leone, il est désigné candidat des démocrates-chrétiens à l'élection présidentielle ; recueillant 392 voix lors du premier tour, il voit son électorat décroître à partir du tour suivant, et après n'avoir obtenu que 351 suffrages à l'issue du troisième tour, doit retirer sa candidature. C'est le socialiste Sandro Pertini qui est finalement élu, au terme du seizième tour de scrutin.